# Konfuz
Konfuz, pseudonimo di Mik'ayel Armani Margaryan (in armeno Միքայել Արմանի Մարգարյան?; in russo Михаил Арманович Маргарян?, Michail Armanovič Margarjan; Vanadzor, 29 giugno 2003), è un cantante armeno con cittadinanza russa.

## Biografia
Margaryan, originario di Vanadzor, si è trasferito con la famiglia a Mosca all'età di un anno. Ha vissuto per un breve periodo a Barcellona, dove ha giocato nelle giovanili del Futbol Club Barcelona. Ha iniziato a frequentare l'Università di finanze sotto il governo della Federazione Russa nel 2020 con l'intenzione di diventare economista, decidendo di dare spazio anche alla propria carriera musicale allo stesso tempo.
È salito alla ribalta sotto lo pseudonimo di Konfuz con Kajf ty pojmala (2020), divenuto virale durante il lockdown e in seguito uno dei principali successi dell'intero anno nella Comunità degli Stati Indipendenti su VK Muzyka. Anche Ratata (2021) ha riscosso popolarità, comparendo nella Top Singles francese e nella Digital Singles Chart della IFPI Greece.
Ha in seguito firmato contratto con la divisione russa della Sony Entertaiment, arrivando a pubblicare l'album in studio d'esordio Diktofon i zametki soltanto nell'aprile 2023. Il mese dopo ha ricevuto il suo primo riconoscimento alla gala musicale di RU.TV nella categoria di miglior cover con Vyše (2023).
Il suo primo EP è stato messo in commercio nel marzo 2024, è intitolato Love Airlines e presenta cinque inediti. Nel mese di giugno ha preso parte per la prima volta al VK Fest tenutosi a Krasnojarsk ed è uscito il successo estivo Italija, accolto da risultati favorevoli sui principali servizi musicali nazionali e candidato per un premio RU.TV.

## Discografia

### Album in studio
- 2023 – Diktofon i zametki

### EP
- 2024 – Love Airlines

### Singoli
- 2020 – Uti putiška
- 2020 – Milaja molaja
- 2020 – Kajf ty pojmala
- 2020 – Lova Lova (con Ripsi)
- 2020 – Lambo
- 2020 – Ranila menja
- 2021 – Ratata
- 2021 – Vojna
- 2021 – Ne smotri (con Escape)
- 2021 – Ne poverju
- 2021 – Kasajus'
- 2021 – Očen-očen'
- 2021 – Kapkan (Bolšebnaja Ariėl') (con Mia Boyka)
- 2021 – Milliony pričin
- 2021 – Propal interes
- 2022 – Skazka
- 2022 – Akkordy (con Rachim)
- 2022 – Koma
- 2022 – Avtopilot
- 2022 – Izvini
- 2022 – Vajb ty pojmala
- 2022 – Voprosi (con Oweek)
- 2022 – Skučaju
- 2023 – Vyše
- 2023 – Čuvstva
- 2023 – Yerevani sirun axjik (con Sirius)
- 2023 – Ty i ja (con The Limba)
- 2023 – Oj oj
- 2023 – Otpuskaju
- 2024 – Sponsor tvoej ulybki
- 2024 – Ona iskusstvo
- 2024 – Italija
- 2024 – Manera (con Wallem)
- 2024 – Gracija
- 2024 – Na million (con Akulič)
- 2025 – Choloda
- 2025 – Bingo
- 2025 – Rakurs
- 2025 – Tost
- 2025 – Tancuj so mnoj (con Escape)
- 2025 – Kak zvučit ljubov' (con Leon Kemstač)